# Рокицины (станция)
Рокицины (пол. Rokiciny) — пассажирская и грузовая железнодорожная станция в селе Рокицины-Колёнья в гмине Рокицины, в Лодзинском воеводстве Польши. Имеет 2 платформы и 3 пути.
Станция 3 класса построена на линии Варшаво-Венской железной дороги в 1846 году, когда эта территория была в составе Царства Польского. В 1868 году станции присвоен 2 класс.